# ぼる塾のいいじゃないキッチン
『ぼる塾のいいじゃないキッチン』（ぼるじゅくのいいじゃないキッチン）は、2021年3月31日から2022年3月23日までテレビ朝日の『バラバラ大作戦』（第2部）内で放送されていたバラエティ番組。ぼる塾の冠番組。2021年9月までは『ぼる塾の煩悩ごはん』（ぼるじゅくのぼんのうごはん）というタイトルで放送されていた。

## 概要

### 『ぼる塾の煩悩ごはん』時代
ぼる塾のあんりが火曜の夜にだけひっそりとオープンしているレストラン「Musavor（ムサボール）」を舞台に、常連客のきりやはるか・田辺智加とゲストを超ハイカロリーな煩悩ごはんでおもてなしする番組。さらに、ぼる塾とゲストがここでしか聞けない真剣トークを展開する。トーク内容は事前に決めておらず、恋愛トークに発展することもある。

### 『ぼる塾のいいじゃないキッチン』時代
2021年10月の改編で、食に関するさまざまなことをぼる塾が「いいじゃない」と全肯定するグルメ番組『ぼる塾のいいじゃないキッチン』にリニューアルした。

## 出演者
- ぼる塾（きりやはるか、あんり、田辺智加）[7]

## ネット局と放送時間
※2021年6月現在。
| 放送対象地域 | 放送局           | 系列           | 放送日時                     | 放送開始                                 | 備考     |
| ------------ | ---------------- | -------------- | ---------------------------- | ---------------------------------------- | -------- |
| 関東広域圏   | テレビ朝日       | テレビ朝日系列 | 水曜 2:16 - 2:36（火曜深夜） | 2021年3月31日（3月30日深夜）             | 制作局   |
| 青森県       | 青森朝日放送     | テレビ朝日系列 | 水曜 0:45 - 1:05（火曜深夜） | 4月14日（13日深夜）                      |          |
| 新潟県       | 新潟テレビ21     | テレビ朝日系列 | 水曜 0:50 - 1:15（火曜深夜） | 4月7日（6日深夜）                        |          |
| 関西広域圏   | 朝日放送テレビ   | テレビ朝日系列 | 日曜 10:30 - 10:50           | 不明                                     | [ 注 1 ] |
| 広島県       | 広島ホームテレビ | テレビ朝日系列 | 日曜 10:30 - 10:50他         | 4月18日・8月15日の左記時刻などで単発放送 | [ 注 2 ] |
| 福岡県       | 九州朝日放送     | テレビ朝日系列 | 水曜 0:50 - 1:10（火曜深夜） | 4月14日（13日深夜）                      |          |